# Cantone di Plogastel-Saint-Germain
Il Cantone di Plogastel-Saint-Germain era una divisione amministrativa dell'arrondissement di Quimper.
A seguito della riforma approvata con decreto del 13 febbraio 2014, che ha avuto attuazione dopo le elezioni dipartimentali del 2015, è stato soppresso.

## Composizione
Comprendeva i comuni di:
- Gourlizon
- Guiler-sur-Goyen
- Landudec
- Peumerit
- Plogastel-Saint-Germain
- Plonéis
- Plonéour-Lanvern
- Plovan
- Plozévet
- Pouldreuzic
- Tréogat